# Iván Darío González
Iván Darío González González (14 de agosto de 1987) es un atleta colombiano, ganador de una medalla dorada en la categoría de 10000 metros en los Juegos Suramericanos de 2018 celebrados en la ciudad de Cochabamba, Bolivia.

## Competencias internacionales
| Representando a Colombia | Representando a Colombia                             | Representando a Colombia | Representando a Colombia | Representando a Colombia | Representando a Colombia |
| ------------------------ | ---------------------------------------------------- | ------------------------ | ------------------------ | ------------------------ | ------------------------ |
| 2011                     | Campeonato Sudamericano de Atletismo                 | Buenos Aires, Argentina  | 6.º                      | 1500 m                   | 3:48.90                  |
| 2011                     | Campeonato Centroamericano y del Caribe de Atletismo | Mayagüez, Puerto Rico    | 6.º                      | 1500 m                   | 3:48.47                  |
| 2011                     | Campeonato Centroamericano y del Caribe de Atletismo | Mayagüez, Puerto Rico    | 5.º                      | 5000 m                   | 14:36.21                 |
| 2012                     | Campeonato Iberoamericano de Atletismo               | Barquisimeto, Venezuela  | 13                       | 1500 m                   | 3:56.88                  |
| 2012                     | Campeonato Iberoamericano de Atletismo               | Barquisimeto, Venezuela  | 5.º                      | 3000 m                   | 8:17.41                  |
| 2014                     | Campeonato Iberoamericano de Atletismo               | São Paulo, Brasil        | 7.º                      | 1500 m                   | 3:47.91                  |
| 2014                     | Campeonato Iberoamericano de Atletismo               | São Paulo, Brasil        | 8.º                      | 3000 m                   | 8:12.51                  |
| 2014                     | Juegos Centroamericanos y del Caribe                 | Xalapa, México           | 2.º                      | 5000 m                   | 14:25.16                 |
| 2014                     | Juegos Centroamericanos y del Caribe                 | Xalapa, México           | 3.º                      | 10,000 m                 | 29:41.31                 |
| 2015                     | Campeonato Sudamericano de Atletismo                 | Lima, Perú               | 9.º                      | 5000 m                   | 14:20.04                 |
| 2016                     | Campeonato Iberoamericano de Atletismo               | Río de Janeiro, Brasil   | 6.º                      | 3000 m                   | 8:08.39                  |
| 2016                     | Campeonato Iberoamericano de Atletismo               | Río de Janeiro, Brasil   | 9.º                      | 5000 m                   | 14:50.36                 |
| 2017                     | Campeonato Sudamericano de Atletismo                 | Asunción, Paraguay       | 3.º                      | 5000 m                   | 14:15.76                 |
| 2017                     | Campeonato Sudamericano de Atletismo                 | Asunción, Paraguay       | –                        | 10,000 m                 | DNF                      |
| 2017                     | Juegos Bolivarianos                                  | Santa Marta, Colombia    | 7.º                      | 5000 m                   | 14:22.67                 |
| 2018                     | Juegos Suramericanos                                 | Cochabamba, Bolivia      | 5.º                      | 5000 m                   | 15:14.69                 |
| 2018                     | Juegos Suramericanos                                 | Cochabamba, Bolivia      | 1.º                      | 10,000 m                 | 30:25.10                 |
| 2018                     | Juegos Centroamericanos y del Caribe                 | Barranquilla, Colombia   | 4.º                      | 5000 m                   | 14:12.96                 |
| 2018                     | Juegos Centroamericanos y del Caribe                 | Barranquilla, Colombia   | 3.º                      | 10,000 m                 | 30:15.23                 |
| 2019                     | Campeonato Sudamericano de Atletismo                 | Lima, Perú               | 5.º                      | 5000 m                   | 13:59.31                 |
| 2019                     | Juegos Panamericanos                                 | Lima, Perú               | 12                       | 5000 m                   | 14:10.82                 |
| 2019                     | Juegos Panamericanos                                 | Lima, Perú               | 7.º                      | 10,000 m                 | 28:39.15                 |

## Récords personales
- 1500 metros – 3:43.60 (Santander de Quilichao, 2012)
- 3000 metros – 8:05.60 (Belém, 2014)
- 5000 metros – 13:33.97 (EE.UU, 2019)
- 10000 metros – 28:19.94 (Palo Alto, 2018)
- 10 kilómetros – 29:48 (Cali, 2021)
- Media maratón – 1:02:31 (Gydnia, 2020)
- Maratón - 2:11:07 (Valencia, 2020) RN